# Gorden-Staupitz
Gorden-Staupitz település Németországban, azon belül Brandenburgban. Lakosainak száma 900 fő (2023. december 31.).

## Népesség
A település népességének változása:
| Lakosok száma | 954  | 956  | 935  | 919  | 900  |
|               | 2017 | 2019 | 2021 | 2022 | 2023 |